# Prince Hisaaki
Le prince Hisaaki (久明親王), (19 octobre 1276 - 6 novembre 1328, règne de 1289 à 1308) est le huitième shogun du shogunat de Kamakura.
Il est dirigeant en titre mais contrôlé par les régents du clan Hōjō. Il est le père de son successeur, le prince Morikuni.
Le prince Hisaaki est fils de l'empereur Go-Fukakusa et frère cadet de l'empereur Fushimi.

## Ères dubakufude Hisaaki
Les années pendant lesquelles Morikuni est shogun sont réparties sur plusieurs ères ou nengō.
- Shōō (1288–1293)
- Einin       (1293–1299)
- Shōan  (1299–1302)
- Kengen        (1302–1303)
- Kagen        (1303–1306)
- Tokuji (1306–1308)
- Enkyō     (1308–1311)

## Sources
- Nussbaum, Louis-Frédéric and Käthe Roth. (2005). Japan encyclopedia. Cambridge: Harvard University Press.  (ISBN 0-674-01753-6 et 978-0-674-01753-5); OCLC 58053128
- Titsingh, Isaac. (1834). Nihon ōdai ichiran; ou, Annales des empereurs du Japon.  Paris: Royal Asiatic Society, Oriental Translation Fund of Great Britain and Ireland. OCLC 5850691.